# Groene dekschelp
De groene dekschelp (Pododesmus squama, synoniem: Monia squama) is een tweekleppigensoort uit de familie van de Anomiidae. De wetenschappelijke naam van de soort werd in 1791 voor het eerst geldig gepubliceerd door Johann Friedrich Gmelin.

## Beschrijving
Deze groene dekschelp heeft een dunne asymmetrische schelp tot 35 mm groot. De kleur is geelwit tot lichtbruin, terwijl de binnenkant glanzend (parelmoerachtig) donkergroen is. De bovenste klep met twee spierindruksels, die vrijwel geheel tegen elkaar aanliggen en meestal fijn geribbeld zijn. De onderste klep is plat en flinterdun (hyalien), met een relatief groot gat.

## Verspreiding
Het verspreidingsgebied van de groene dekschelp is de noordelijke Atlantische Oceaan, vanaf het Arctisch Gebied en IJsland tot aan de Golf van Biskaje, en van Labrador tot Newfoundland. Deze soort leeft vastgehecht op hard substraat, zoals stenen en schelpen, vanaf enkele meters beneden de laagwaterlijn tot aanzienlijke diepten. Wordt sporadisch in de Nederlandse Noordzee waargenomen, en dan alleen ver van de Nederlande kust af.